# Oiapoque (flygplats)
Oiapoque är en flygplats i Brasilien.   Den ligger i kommunen Oiapoque och delstaten Amapá, i den norra delen av landet, 2 200 km norr om huvudstaden Brasília. Oiapoque ligger 19 meter över havet.
Terrängen runt Oiapoque är platt. Runt Oiapoque är det mycket glesbefolkat, med 3 invånare per kvadratkilometer.. 
I omgivningarna runt Oiapoque växer i huvudsak städsegrön lövskog.